# Мірошниченко Петро Антонович
Петро Антонович Мірошниченко (21 вересня 1902, місто Борисов Мінської губернії, тепер Мінської області, Білорусь — 1 квітня 1959, місто Воронеж, Російська Федерація) — радянський діяч, голова Воронезького міськвиконкому. Депутат Верховної ради СРСР 2-го скликання.

## Біографія
Народився в родині службовців. Закінчив вище початкове училище в місті Старий Оскол Курської губернії.
З 1920-х років — на керівній комсомольській та профспілковій роботі у Старооскольському повіті. Член РКП(б).
У 1930—1934 роках — заступник голови профспілки будівельних робітників Центрально-Чорноземної області.
У 1934—1941 роках — директор Воронезького міського будівельного тресту.
З березня 1941 року — секретар Воронезького міського комітету ВКП(б) з промислового будівництва та будівельних матеріалів. 
З лютого 1942 року — голова виконавчого комітету Воронезької міської ради депутатів трудящих, одночасно начальник місцевої протиповітряної оборони (МППО). У період евакуації, в 1942—1943 роках — заступник голови виконавчого комітету Воронезької обласної ради депутатів трудящих.
У 1943—1948 роках — голова виконавчого комітету Воронезької міської ради депутатів трудящих.
У 1948—1953 роках — заступник голови виконавчого комітету Воронезької обласної ради депутатів трудящих.
У 1953—1957 роках — керуючий трест «2-й Центрохлібобуд» у Воронежі.
У 1957—1959 роках — завідувач відділу комунального господарства виконавчого комітету Воронезької обласної ради депутатів трудящих.
Помер 1 квітня 1959 року у місті Воронежі.

## Нагороди
- орден Червоної Зірки (1942)
- орден «Знак Пошани»
- медалі